# Gersch Izkowitsch Budker
Gersch Izkowitsch Budker, auch Andrei Michailowitsch Budker, (russisch Герш Ицкович Будкер, englische Transliteration Gersh Itskovich Budker bzw. Andrei Mikhailovich Budker, * 1. Mai 1918 in Murafa, Gouvernement Podolien, heute Rajon Scharhorod, Oblast Winnyzja in der Ukraine; † 4. Juli 1977 in Akademgorodok) war ein sowjetischer (überwiegend) theoretischer Physiker, der sich mit Kernfusion und Beschleunigerphysik beschäftigte.

## Leben
Budker war der Sohn eines jüdischen Landarbeiters, studierte ab 1936 an der Universität Moskau bei Igor Tamm und diente nach dem Abschluss 1941 in der Luftverteidigung, wobei er ein neues Feuerleitsystem entwickelte. Nach dem Zweiten Weltkrieg arbeitete er im Labor 2 in Moskau, dem späteren Kurtschatow-Institut, bei Igor Kurtschatow und Arkadi Migdal über die Physik von Kernreaktoren. 1950 erhielt er den sowjetischen Doktortitel. Danach war er am Bau eines Protonen-Beschleunigers in Dubna beteiligt. Budker gründete schon ab 1953 eine eigene Beschleuniger-Forschungsgruppe, die u. a. ein damals in der Strahlintensität führendes Betatron baute, und führte diese Gruppe in das 1959 von ihm gegründete und später nach ihm benannte Institut für Kernphysik (INP) in Akademgorodok in Nowosibirsk über, dessen erster Direktor er war. Dort etablierte er einen „demokratischen“ Führungsstil in relativer Unabhängigkeit von politischer Einflussnahme wie sie etwa in Moskau ständig drohte.
Budker war maßgeblich an der Entwicklung von Beschleunigern beteiligt, insbesondere leistete er Anfang der 1950er Jahre Pionierarbeit auf diesem Gebiet (insbesondere Resonanzprozesse in Beschleunigern), entwickelte das Konzept des „stabilisierten Elektronenstrahls“ (im Westen bekannt geworden auf der Genfer Konferenz 1956, aber damals nicht realisierbar) und war einer der ersten, der Vorschläge für Beschleuniger mit kollidierenden Elektronenstrahlen und Elektron-Positron-Speicherringen machte (unabhängig z. B. Bruno Touschek in Frascati). Erste Beschleuniger mit kollidierenden Elektronenstrahlen wurden realisiert im VEP-1 in Nowosibirsk, an dem 1965 erste Experimente liefen (bekannt wurden die Arbeiten zu diesen Beschleunigerkonzepten im Westen auf einer Konferenz in Dubna 1963), mit Elektron-Positron Speicherringen 1967 im VEPP-2. 1966 schlug er vor, Teilchenstrahlen durch Elektronenstrahlen zu kühlen (Elektronenkühlung), was experimentell am INP erstmals bestätigt wurde. Budker setzte sich auch für die industrielle Verwendung von Teilchenbeschleunigern z. B. in der Materialbearbeitung ein.
Budker entwickelte auch das Konzept magnetischer Spiegel zum Plasma-Einschluss in der Fusionsforschung und forcierte die Forschung auf diesem Gebiet am INP. Auf der Internationalen Konferenz zur Fusionsforschung 1968 in Nowosibirsk schlug er vor, direkt die Arbeit an einem Fusionsreaktor in Angriff zu nehmen.
Budker war seit 1958 Mitglied der sibirischen Abteilung der Sowjetischen Akademie der Wissenschaften und seit 1964 Vollmitglied (im Bereich Kernphysik). Er erhielt den Leninpreis 1967 (für seine Arbeit an Speicherringen) und den Stalinpreis (1951 für seine Arbeiten über Beschleuniger).
Zu seinen Schülern zählen Spartak Beljajew, mit dem er Ende der 1940er und Anfang der 1950er Jahre die in Beschleunigerstrahlen auftretenden relativistischen Plasmen untersuchte, und Boris Walerianowitsch Tschirikow.
Budker war fünfmal verheiratet. Er starb an einem Herzanfall.